# Palazzo Angelo Giovanni Spinola
Il palazzo Angelo Giovanni Spinola, o palazzo Spinola, detto della Banca d'America, è un edificio storico italiano, sito in via Garibaldi 5, nel centro storico di Genova. È uno dei Palazzi dei Rolli designati, al tempo della Repubblica di Genova, a ospitare gli ospiti di alto rango per conto del governo, durante le visite di stato.
L'edificio è fra i 42 palazzi dei rolli selezionati e dichiarati Patrimonio dell'umanità dall'UNESCO il 13 luglio 2006.
Gli interni ospitano un vasto ciclo pittorico dei maggiori interpreti del manierismo a Genova.

## Storia

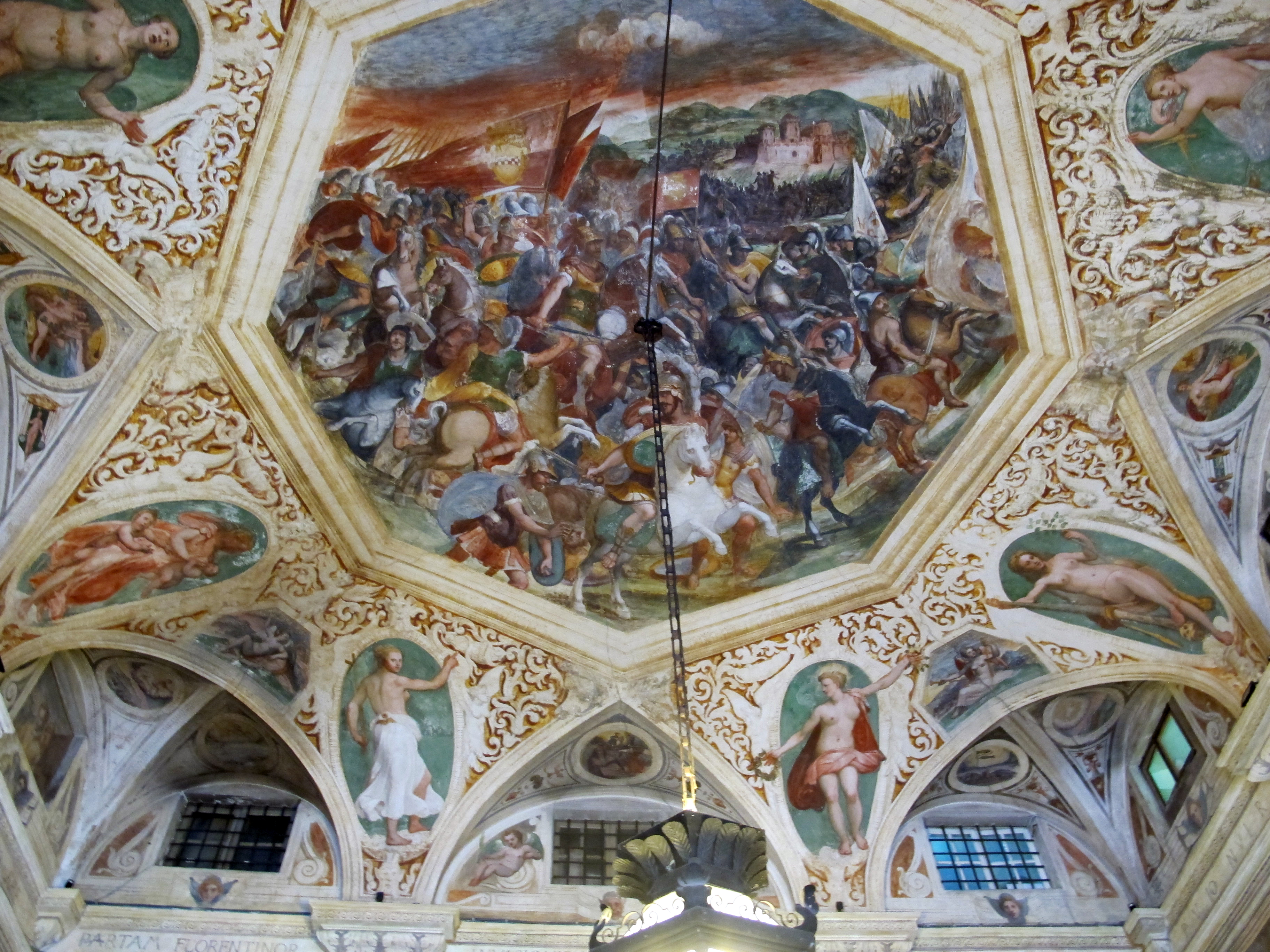
Fratelli Calvi, Battaglia di Gherardo Spinola contro i Fiorentini

Il palazzo fu iniziato nel 1558, su progetto di Giovanni Ponzello, per Angelo Giovanni Spinola, ambasciatore della Repubblica di Genova in Spagna e banchiere dell'Imperatore Carlo V d'Asburgo, e completato nel 1576, sotto il figlio Giulio, che dopo una carriera militare che lo portò a prendere parte alla battaglia di Lepanto e alla presa di Lisbona, per poi divenire banchiere del re di Spagna Filippo II d'Asburgo.
A quest'ultimo si devono gli sbancamenti di parte della collina posteriore, intorno al 1580, che permisero l'ampliamento del cortile e del giardino. Autore del progetto fu Giovanni Ponzello, "architetto camerale" di Genova. Non fu mai realizzata il prospetto della facciata da questi progettato, e documentato dalle incisioni di Rubens. Dall'inizio del XX secolo è sede di uffici bancari. Il giardino a terrazze con ninfei fu distrutto per la sistemazione viaria della piazza Portello.

## Descrizione

### Facciata
Il palazzo presenta una facciata che lascia scorgere, a fatica, gli affreschi dei fratelli Calvi, cui forse collaborò Lazzaro Tavarone.  Le cornici delle finestre con finto timpano in marmo sono decorate con maschere satiresche e coppie di genietti alati.  Al primo piano, fra le finestre sono dipinte figure di Imperatori Romani, assisi su alti basamenti con coppie di prigioni ai piedi. Si distinguono in particolare Nerone e Claudio. Ai piani superiori, figure maschili e femminili circondate da simboli di guerra, imprese e panoplie con le armi degli Spinola. Sia in facciata, sia negli affreschi dell'atrio, i Calvi vollero celebrare i committenti: i vari membri della nobile famiglia compaiono vestiti come condottieri romani, chiara allusione al valore ed alla grandezza della stirpe.

### Interni
Nell’atrio di ingresso, la bottega di Antonio, Aurelio e Felice Calvi, realizza la decorazione ad affresco con figure allegoriche e segni zodiacali, dominata al centro dal riquadro ottagonale con la Battaglia di Gherardo Spinola contro i Fiorentini. Nel vestibolo, e nelle numerose sale a piano terra la medesima bottega realizza imprese militari, fra cui la battaglia di Lepanto e decorazioni a tematica mitologica.
Salendo ai piani superiori per un bello scalone affrescato da "grottesche" troviamo affreschi di Andrea Semino, Bernardo Castello e di Lazzaro Tavarone. Nel Piano nobile, l'antisala, è opera di Bernardo Castello, del 1592 con, La famiglia di Dario ai piedi di Alessandro Magno. Nel salone Andrea Semino dipinse nel riquadro centrale Alessandro Magno incontra Simitre, regina delle Amazzoni. Le sale ad est sono opera di Bernardo Castello: la sala di Antonio, di Ottaviano, di Scipione. Le sale ad ovest, invece, sono a cura di Lazzaro Tavaroneː la sala di Cesare e la sala di Pompeo.
In particolare un affresco, attribuito a Andrea Semino, conserva la preziosa immagine del palazzo come era alla sua origine, visto dal lato monte: grazie ad esso si può comprendere l'originale modo di "costruire in costa", adottato dagli architetti di Strada Nuova. Per la costruzione di questi palazzi si dovettero superare le difficoltà poste da un terreno accidentato che dalla collina scendeva rapidamente a valle. La realizzazione di monumentali scaloni interni e scenografici giardini terrazzati all'esterno permisero di superare, in maniera brillante e innovativa, il problema.

## Galleria d'immagini

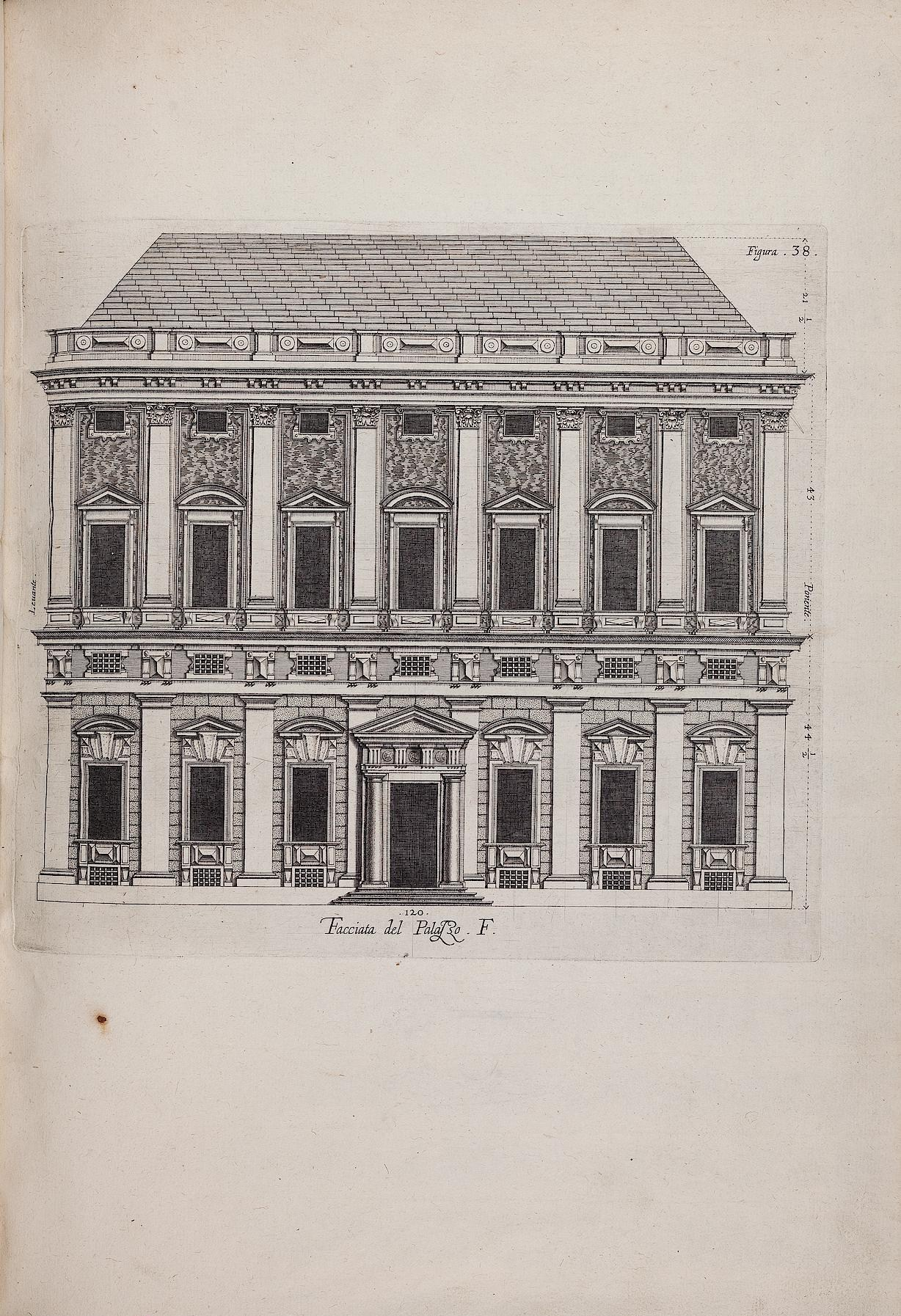
Prospetto della facciata dalle incisioni di Rubens, non realizzato
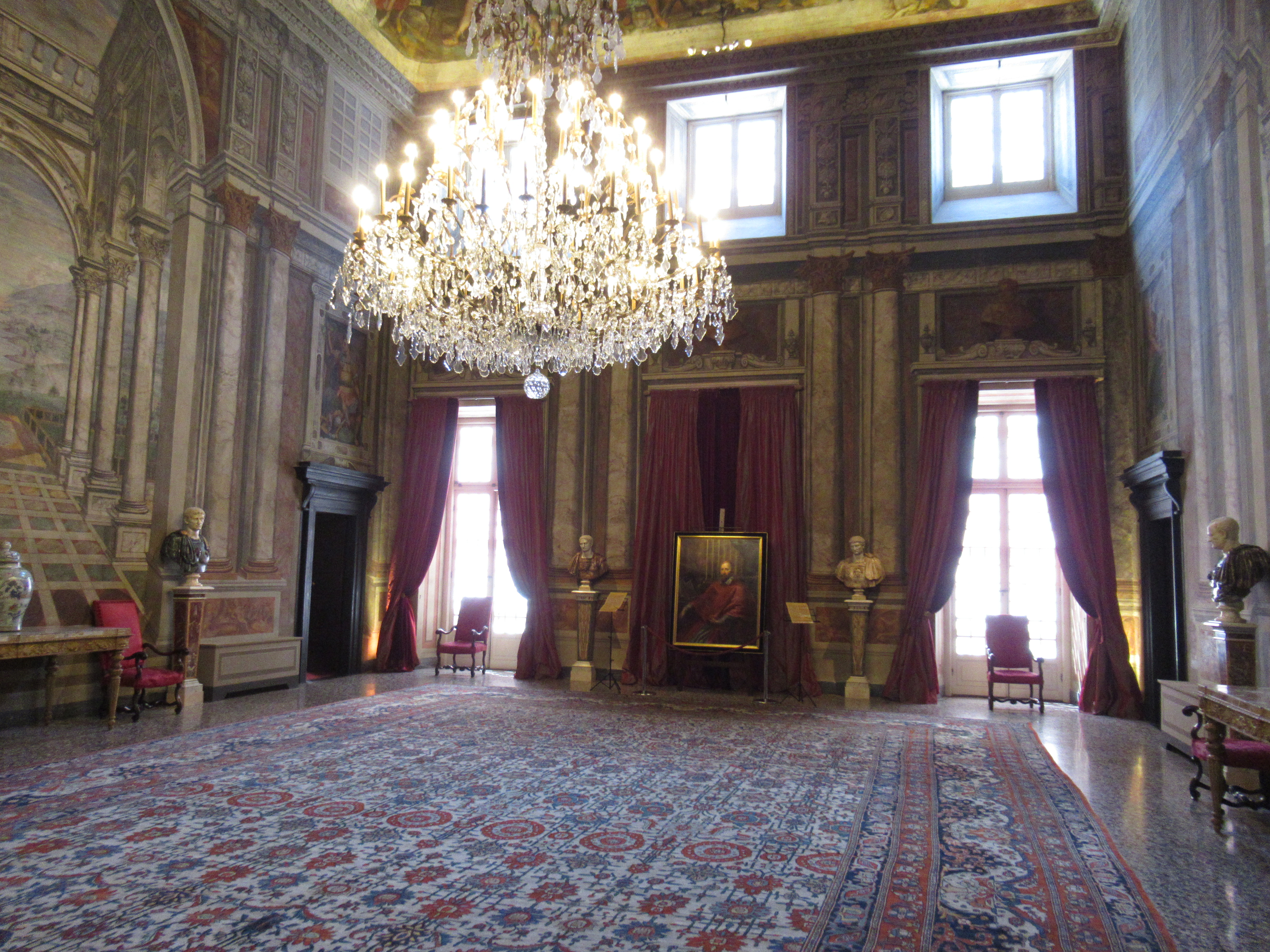
Salone d'onore
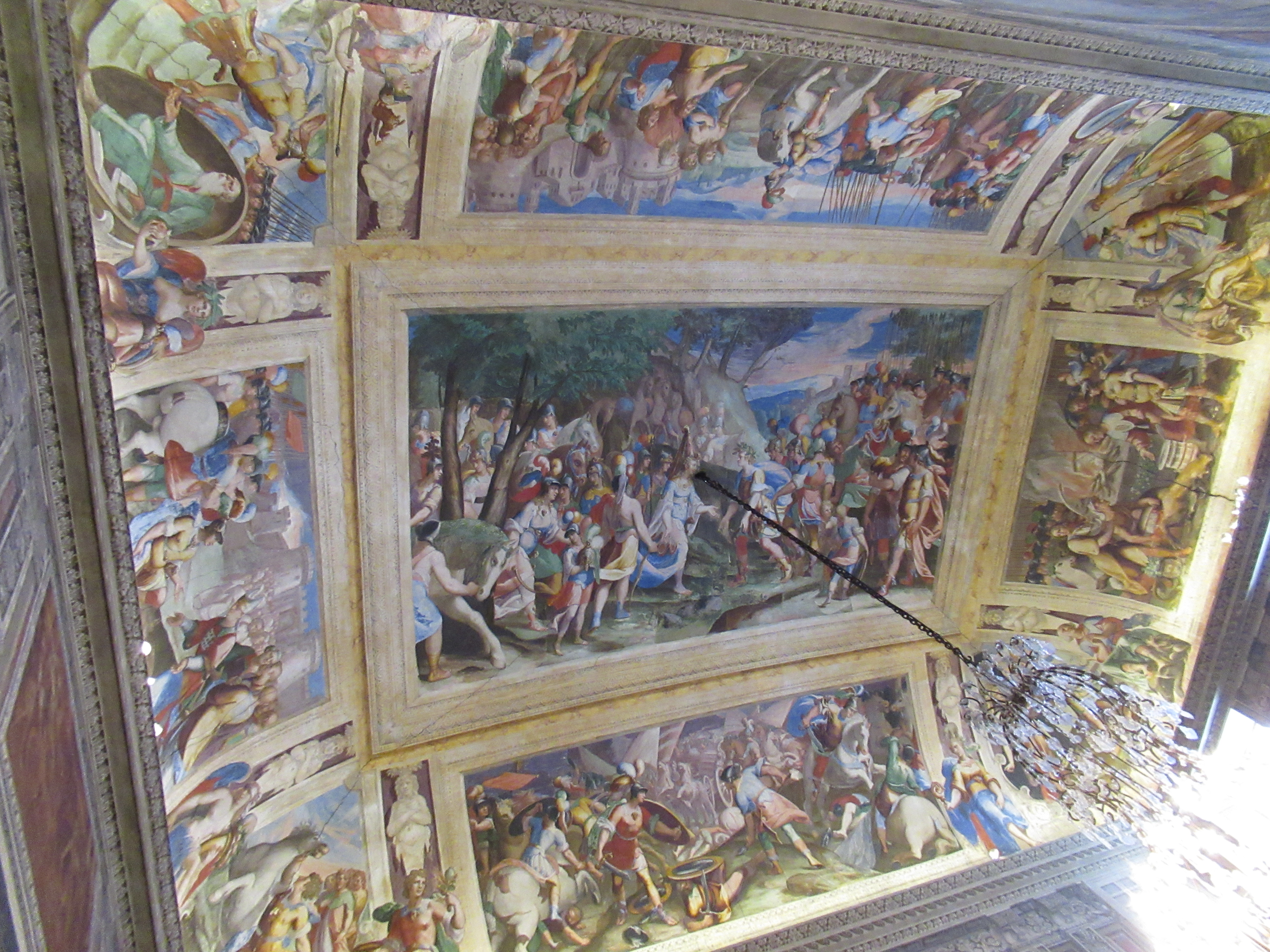
Alessandro Magno incontra Simitre, regina delle Amazzoni, volta del salone d'onore
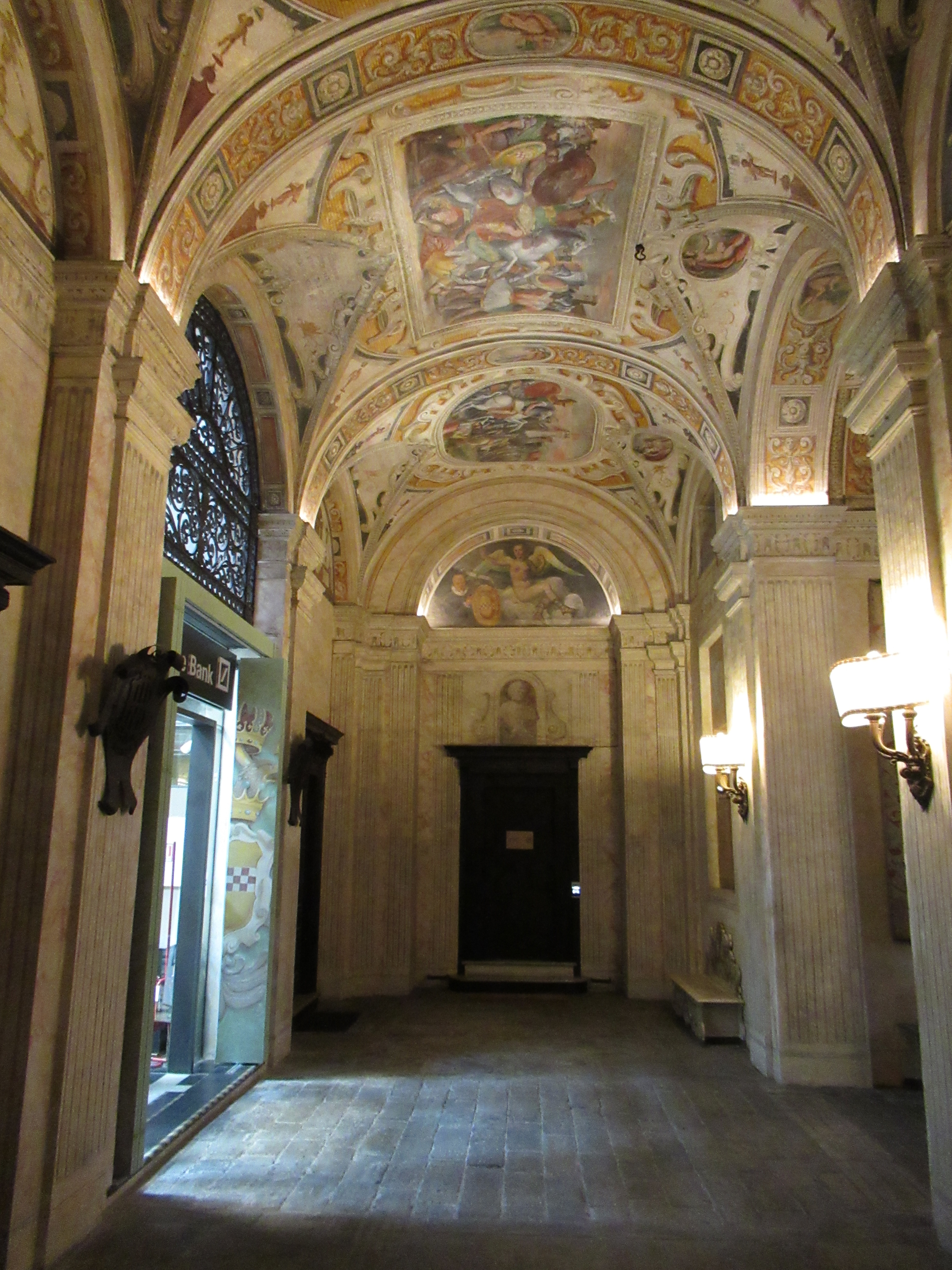
Gli affreschi dell'atrio
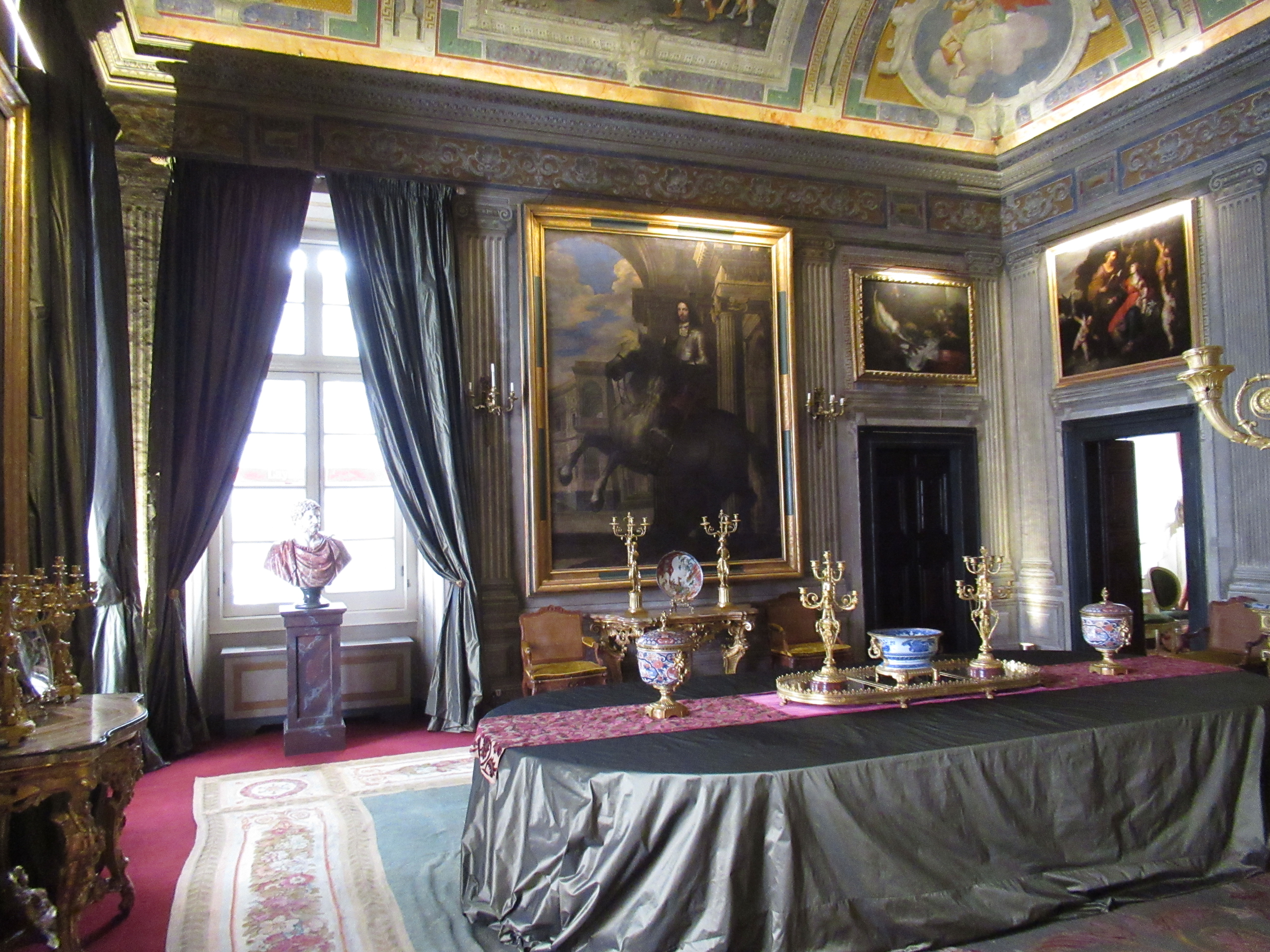
sala